# Río Eria
El Eria (leonés: Eiria)[cita requerida] es un río del noroeste de España, afluente por la margen derecha del río Órbigo. Discurre por las provincias de León y Zamora, al nacer en los montes del Teleno de la comarca leonesa de La Cabrera y desembocar en el río Órbigo a su paso por la localidad zamorana de Manganeses de la Polvorosa. Tiene una longitud de 101,54  km y da forma a una cuenca que cuenta con una superficie de 657 km².
Tiene dos tramos comprendidos dentro de la Red Natura 2000. El primero de ellos empieza en el nacimiento del río y terminaría en la localidad de Quintanilla de Yuso, formando parte del lugar de importancia comunitaria  “Riberas del río Órbigo y afluentes” (LIC-ES4130065). Otro tramo más corto pertenecería al lugar de importancia comunitaria “Montes Aquilanos” (LIC-ES41300117) e incluiría el tramo comprendido entre la confluencia del Eria con su afluente el río Pequeño y la localidad de pozos de Cabrera .

## Etimología
Según los vecinos de Corporales el nombre se debe a que el río nace en el prado conocido como Fuente de los Eiros. Se dice que ese praderío se correspondería con las eiras (en castellano, 'eras') donde los romanos trillaban.

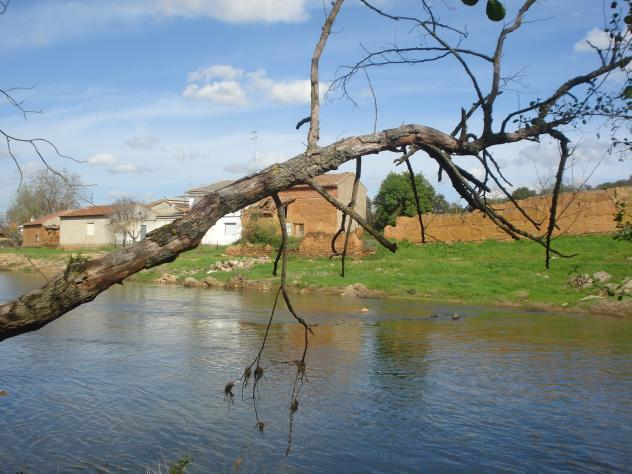
El Eria a su paso por Villaferrueña.

## Geografía
Su nacimiento en los montes del Teleno, donde existen cumbres de más de 2.000 m, se forma por la unión de pequeños ríos como el río Iruela, el río Truchillas y el río Pequeño, junto con otros riachuelos y arroyos. 
Se caracteriza por sus aguas transparentes, alternando raseras y tablas, discurrendo entre praderas y zonas rocosas alternadas por pinares, chopos y humeiros.
La poblaciones piscícolas autóctonas están formadas por especies como la trucha común (Salmo trutta morpha fario), el barbo común ibérico (Luciobarbus bocagei), boga del Duero (Pseudochondrostoma duriense), gobio de río o barbucón (Gobio gobio), cangrejo señal (Pacifastacus leniusculus), etc.
En Torneros de la Valdería, está construida una pequeña central hidroeléctrica llamada La Casilla, que se alimenta gracias a una presa situada en Morla de la Valdería.
Así describía Pascual Madoz, en la primera mitad del siglo XIX, al río Eria en el tomo VII del Diccionario geográfico-estadístico-histórico de España y sus posesiones de Ultramar:

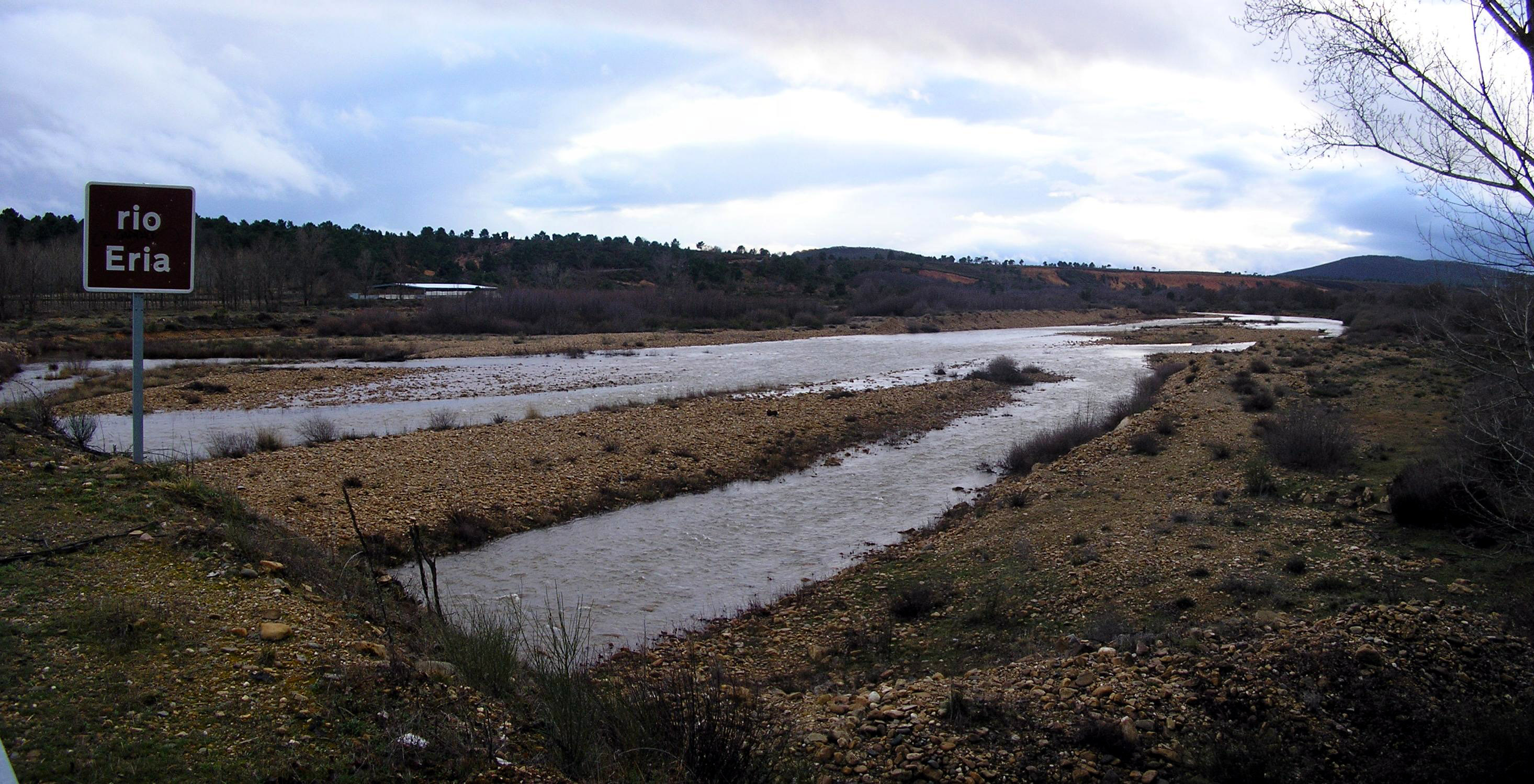
El río a su paso por Nogarejas, localidad del municipio de Castrocontrigo (León, España).

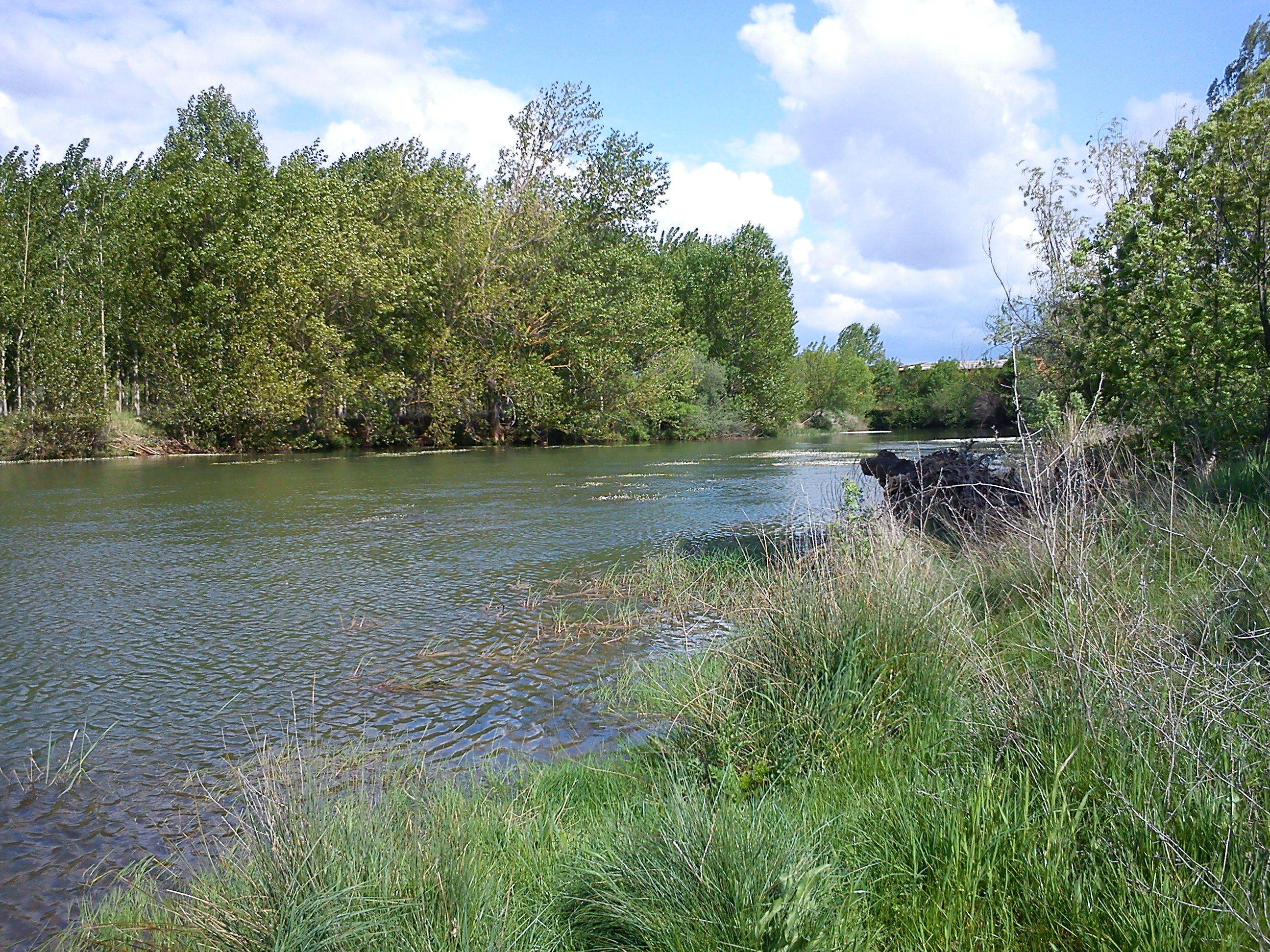
El río a su paso por Morales del Rey (Zamora).

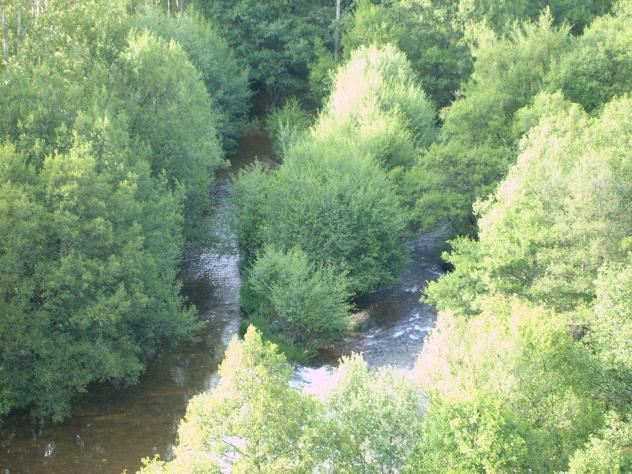
El Eria en Villaferrueña.

Río en la provincia de León, partido judicial de Astorga; les forma de las aguas que descienden de la parte Sur del Teleno y de las del lago de Truchillas; corre de Oeste a Este; fertiliza los pueblos de la Cabrera Alta, y después de un curso de 2 leguas entra en el partido de la Bañeza; atraviesa el fértil valle de la Valdería, y cerca de San Esteban de Nogales tuerce hacia la Suroeste y entra en el partido judicial de Benavente (Provincia de Zamora). Dejando a su derecha los pueblos de Arrabalde, Villaferrueña, la Verdeñosa y Morales de Rey, desde cuyo punto va a confundirse con el Órbigo, no lejos del puente de Manganeses de la Polvorosa. Durante su curso recibe las aguas de varios arroyos; le cruzan algunos puentes de madera, impulsa los molinos harineros suficientes al abasto de pueblos por donde pasa, fertiliza gran porción de terreno y cría exquisitas truchas.
Pascual Madoz.

### Localidades que atraviesa
- En la provincia de León:

- En la comarca de La Cabrera:

- Corporales;
- Baíllo;
- Truchas;
- Quintanilla de Yuso;
- Manzaneda;

- En la comarca de la Valdería:

- Morla de la Valdería;
- Torneros de la Valdería
- Castrocontrigo;
- Nogarejas;
- Pinilla de la Valdería;
- Pobladura de Yuso;
- Felechares de la Valdería;
- San Félix de la Valdería;
- Calzada de la Valdería;
- Castrocalbón;
- San Esteban de Nogales;

- En la provincia de Zamora:

- Alcubilla de Nogales;
- Arrabalde;
- Villaferrueña;
- Santa María de la Vega;
- Morales del Rey;

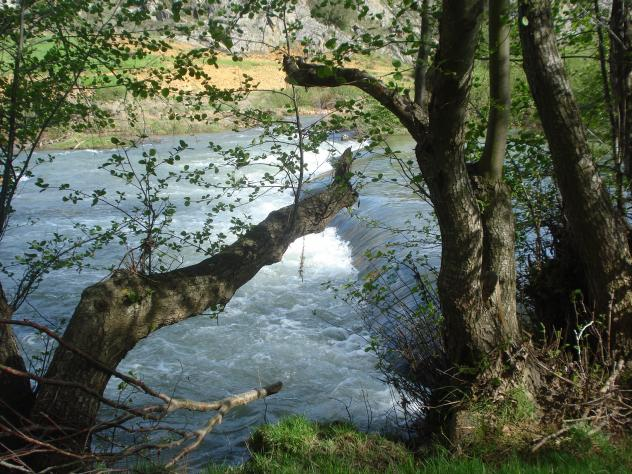
Cascada del Eria en Villaferrueña.

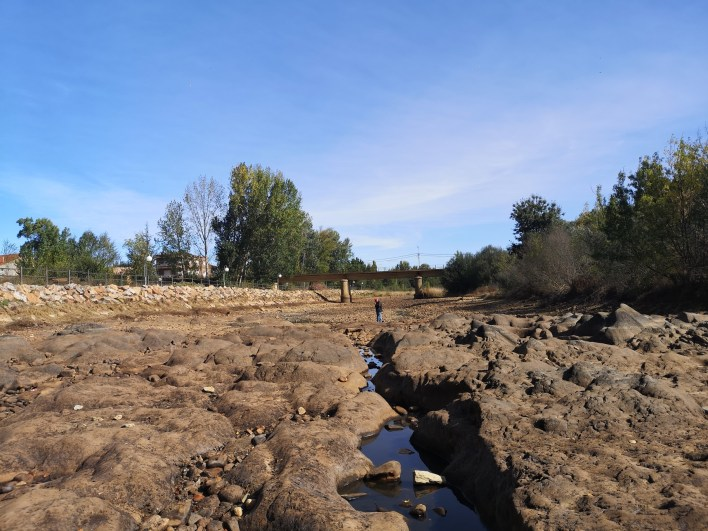
El Eria seco en verano a su paso por Villaferrueña.

- Manganeses de la Polvorosa, donde desemboca en el río Órbigo.

## Coto de Manzaneda
Dado que este río posee una extraordinaria población de trucha autóctona, de no gran tamaño pero muy brava y difícil de pescar, se creó un coto de pesca, denominado coto de Manzaneda. Está ubicado en el municipio leonés de Truchas, en el tramo del río Eria situado entre el puente viejo de Villar del Monte y la desembocadura del arroyo de Pozos y Manzaneda, localidad que da nombre al coto. Cuenta con una longitud de 4 km de acotado, y una anchura media de cauce de 18 m.